# David Odonkor
David Odonkor (født 21. februar 1984 i Bünde, Vesttyskland) er en tidligere tysk fodboldspiller, der i øjeblikket er assistenttræner for SC Verl. David Odonkor har spillet for Borussia Dortmund, Real Betis, Alemannia Aachen og FC Hoverla Uzhhorod. Efter han i juni 2013 ikke fik forlænget kontrakten med Goverla Uzhgorod, var han kontraktløs. To måneder senere, september måned, besluttede han sig for, at stoppe karrieren. I slutningen af oktober 2013 blev det så offentliggjort, at David fortsatte karrieren, dog som træner.

## Landshold
Odonkor har flere gange optrådt for Tysklands fodboldlandshold, som han blandt andet repræsenterede ved VM i 2006 og EM i 2008. Han spillede sin første landskamp den 30. maj 2006 i en kamp mod Japan.